# Harlem Heat
Harlem Heat var et amerikansk tagteam i wrestling bestående af de to brødre Booker T (Booker Huffman) og Stevie Ray (Lane Huffmann). De har vundet WCW World Tag Team Championship 10 gange, hvilket er en rekord. 
Harlem Heat debuterede som Harlem Heat i august 1993 i World Championship Wrestling og fik året efter Sister Sherri som manager. I december 1994 vandt de deres første WCW World Tag Team Championship ved at besejre Stars 'n' Stripes (The Patriot og Marcus Alexander Bagwell). I 1997 blev Stevie Ray skadet, og Booker T indledte en karriere i singlerækkerne. Da Stevie Ray kom tilbage efter skadespausen, vendte han sin bror ryggen og tilsluttede sig New World Order. I 1999 fik Booker T dog sin bror overtalt til at forlade gruppen, og sammen gendannede de Harlem Heat for en periode. Harlem Heat vandt deres 10. VM-titel sammen i oktober 1999. I 2000 trak Stevie Ray sig tilbage fra wrestling, og Harlem Heat har ikke wrestlet sammen siden.
| Sport | Spire Denne artikel om sport er en spire som bør udbygges. Du er velkommen til at hjælpe Wikipedia ved at udvide den. |